# Iglesia de San Miguel (Ereño)
La iglesia de San Miguel es un edificio situado en el municipio español de Ereño, en la provincia de Vizcaya.

## Descripción
El edificio, con altar mayor del arquitecto Juan Bautista Belaunzarán, se encuentra en el municipio español de Ereño, perteneciente a la provincia de Vizcaya, en la comunidad autónoma del País Vasco. Se menciona como iglesia parroquial del lugar en el séptimo volumen del Diccionario geográfico-estadístico-histórico de España y sus posesiones de Ultramar de Pascual Madoz, donde aparece descrita con las siguientes palabras:

igl. parr. (San Miguel) servida por 2 beneficiados y un sacristan [...] se levanta en el monte Ereñozar, en cuya picota está edificada la ermita de San Miguel, antigua parroquia del pueblo y segun se observa por sus murallas, debió estar fortificada. En la igl. se ve un arco de piedra jaspe de punto rebajado quesolo se eleva 3 pies, y su prolongacion es de 42, que es toda la amplitud del edificio, afianzándose en las paredes maestras.
(Madoz, 1847, p. 498)

En el tomo de la Geografía general del País Vasco-Navarro dedicado a Vizcaya y escrito por Carmelo de Echegaray Corta, se dice lo siguiente:

Su iglesia parroquial está dedicada á San Miguel, y existió antiguamente en el monte Ereñozar, de donde fué trasladada en 1660 á sitio más cómodo. El altar mayor, de orden corintio, fué obra del arquitecto don Juan B. de Belaunzarán.
(Echegaray Corta, 1915-1921, p. 805)

En las alturas del monte Ereñozar queda una ermita de San Miguel.